# Emar

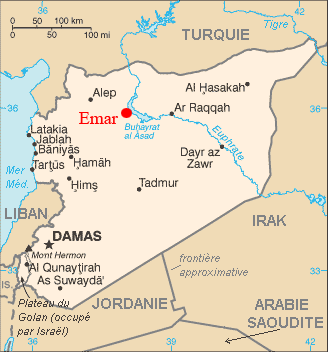

Emar, Imar, assyrisch Aštata, römisch Barbalissus, arabisch Bālis, heute Meskene Qadime, ist eine bronzezeitliche Stadt am Bogen des mittleren Euphrats in Syrien, 85 km westlich von ar-Raqqa. Sie ist schon aus Ebla-Texten aus dem 24. vorchristlichen Jahrhundert bekannt. Sie lag an der Kreuzung der Handelsrouten zwischen Mesopotamien und Syrien über Tadmor einerseits und nach Anatolien andererseits. Die Stadt erstreckt sich über 1000 × 700 m Fläche und ist heute vom Wasser des Assad-Sees umgeben.

## Grabungen
Die Siedlung war durch den Bau der Tabqa-Talsperre bedroht. Ein französisches Team unter Leitung von Jean Margueron führte zwischen 1972 und 1976 Ausgrabungen durch. Bereits in der ersten Grabungswoche wurden Tontafeln mit dem Namen der Siedlung entdeckt. Es wurden insgesamt ca. 700 Keilschrifttafeln aufgedeckt und durch den Epigraphiker Daniel Arnaud publiziert. Weitere Tafeln aus illegitimen Grabungen gelangten in den Kunsthandel. Sie stammen vorwiegend aus der Spätbronzezeit und sind in einem mittelbabylonischen Dialekt mit starkem aramäischen oder arabischen Einschlag gehalten. Auch einige hethitische und hurritische Texte wurden entdeckt.
Nach Ende der Ausgrabungen wurde das Gelände der Stadt durch Raubgrabungen stark beschädigt. Seit 1996 führte ein Team von der Eberhard Karls Universität Tübingen unter Leitung von Uwe Finkbeiner dort Grabungen und Sicherungsarbeiten durch.

## Stadtplan
Die hethitische Stadt auf dem Hochufer hatte ein regelmäßiges rechteckiges Straßennetz und der Baugrund war teilweise terrassiert. Muršili II. erwähnt den Bau der Stadt in seinen Annalen. Sie besaß demnach eine hethitische Garnison unter dem Kommando des „Oberaufsehers des Landes“. Außerdem gab es eine hethitische Zivilverwaltung, die einem Prinzen (dumu.lugal) unterstand.
Die Stadt war auf drei Seiten durch einen Steilabfall geschützt und hatte auf der vierten Seite einen 30 m breiten und 15 m tiefen Graben, der in den anstehenden Kalkstein eingetieft war. Außer zwei Tempeln auf dem Gipfel des Plateaus wurde auch ein Palast (Palast A) im Stil eines bīt ḫilāni ausgegraben. Tempel M2 hatte Keramikzylinder als Verzierungen der Fassade, wie sie auch aus Nuzi und Elam bekannt sind. Die Häuser der Stadt hatten einen sehr einheitlichen Plan. Sie bestanden meist aus drei Räumen, ein Treppenaufgang beweist die Existenz eines oberen Stockwerks.

## Geschichte
Die Stadt unterhielt Handelsbeziehungen mit Ebla und Mari. Sie lag vermutlich direkt am Ufer des Euphrat. Zwischen der Mitte des 14. Jahrhunderts v. Chr. und 1187 v. Chr. war Emar als die Hauptstadt von Aštata ein hethitisches Protektorat und Vorposten gegen Assur. Der König von Emar war ein Vasall des Königs von Karkemiš, der ein Verwandter des Großkönigs war und den Rang eines Vizekönigs innehatte. Die Stadt wurde zweimal über längere Zeit belagert, entweder von Mitanni oder von Assur (die Texte haben nur Truppen aus TAR.WA) und die Not war so groß, dass sich einige Bürger in die Sklaverei verkauften. Unter dem König Pilsu-Dagan wurde Emar von dem König von Mitanni angegriffen, dieser konnte aber mit Hilfe des Wettergottes zurückgeschlagen werden. Arnaud erwägt, dass es sich dabei um Qibi-Aššur, einen assyrischen General gehandelt haben könne.
Die Stadt wurde um 1175 v. Chr. oder 1185 v. Chr. – möglicherweise von aramäischen Gruppen – zerstört und erst in römischer Zeit wieder besiedelt.

## Herrscher
Es sind insgesamt vier Herrscher von Emar überliefert. Baʿal-Kabar, der erste überlieferte Herrscher hatte mehrere Söhne, von denen Ahi-Reschep und Abbānu jedoch verstarben, bevor sie den Thron besteigen konnten. Pilsu-Dagan hatte einen rebellischen Bruder namens Bisu-Dagan, den Durandt jedoch für eine alternative Schreibung von Pilsu-Dagan hält.
- Baʿal-Kabar
- Zu-Aštarti
- Pilsu-Dagan
- Elli, Sohn des Pilsu-Dagan zur Zeit von Meli-Šipak von Babylon

## Wirtschaft
In der Spätbronzezeit wurde auf dem Gebiet von Emar hauptsächlich Gerste angebaut, es gab auch Weingärten und Gemüsegärten. Es sind einige Listen von Feldern überliefert. Handel dürfte jedoch der wichtigste Wirtschaftszweig gewesen sein. Kaufleute aus Emar sind in Ugarit, Tadmor und im assyrischen Reich nachgewiesen.

## Materielle Kultur
Die Einwohner benutzten Roll- oder Stempelsiegel, die teilweise zweisprachig, in Hieroglyphenluwisch und akkadischer Keilschrift beschriftet waren.

## Religion
Der oberste Priester der Stadt übte das Amt eines Zeichendeuters (lú-ḫal) aus Er residierte in dem Tempel M1, aus dem auch zahlreiche Tontafeln stammen. Er war dem Gott d-NIN.URTA geweiht, was als Aštar oder Bel māti gedeutet wird. Der zweite Tempel auf dem Hochplateau war ein Baal-Tempel, in dem wahrscheinlich die Hohepriesterin NIN.DINGIR als Gattin des Gottes residierte. Auch Dagān war ein wichtiger Gott. Er spielte vor allem im zukru-Ritual eine Rolle, das alle sieben Jahre stattfand. Aus dem Pantheon von Emar sind auch einige hethitische Götter bekannt.